# Ржевский, Алексей Иванович
Алексей Иванович Ржевский (около 1638 — 13 мая 1690) — воевода, думный дворянин и окольничий во времена правления Алексея Михайловича, Фёдора Алексеевича, правительницы Софьи Алексеевны, Ивана V и Петра I Алексеевичей.
Происходил из древнего дворянского рода Ржевские, старший сын окольничего Ивана Ивановича Ржевского (ум. 1678). Имел братьев: Тимофея и Ивана Ивановичей.

## Биография
В 1662-1675 годах стольник. В 1678 году в Боярской книге показан  думным дворянином. В период его пребывания воеводой на Вятке (1675-1680), с 1678 по 1679 год Ржевский должен был:
1. Собрать и отправить в Верхотурье деньги на покупку хлеба для ратных людей
2. Собрать по полтине с двора на ратное дело, из-за войны с Крымским ханом
3. Объявить вятским посадским и уездным людям и жителям многих поморских городов царский указ об уменьшении денежного сбора в Стрелецкий приказ на закупку хлеба. Указ вызван тем, что в течение семи лет у вятских и поморских жителей накопилась существенная недоимка, они подали ещё на имя царю Алексея Михайловича челобитную, в которой заявляли, что не в состоянии её уплатить, так как многие тягла запустели вследствие бегства в Сибирские города от «немерного правежу». Преемник Алексея Михайловича, царь Фёдор III Алексеевич убавил оклад, но с условием, чтобы деньги платились своевременно.

В январе 1682 года подписал восьмидесятым грамоту об уничтожении местничества. С 1683 года — окольничий.
В 1683-1685 годах неоднократно участвовал в крестных ходах по Москве и в богомольных походах царя Ивана V и царевны Софьи по Московским и загородным монастырям.
С 1686 по 1689 год судья в Приказе Большой казны, затем в приказах Большого прихода и Новой Чети. 26 апреля 1686 года присутствовал при объявлении наград отличившимся в войне с Польшей.
В 1689-1690 годах — воевода в Самаре. При царях Иване V и Петре I Алексеевичах показан десятым в окольничих.
В сентябре 1689 года сослан по "делу" Шакловитого в Новобогородицк, где и умер во время эпидемии чумы.
Его сыновья, Иван, Матвей и Юрий, были направлены в 1697 году на обучение морскому делу в Италию.

## Семья и дети
От брака с Анной Игнатьевной Бестужевой (? — 11 апреля 1704) имел четырех сыновей и трёх дочерей:
- Иван Алексеевич Ржевский (ок. 1660—1721), комнатный стольник (с 1676), подпоручик Преображенского полка (1699), воевода Брянска (1708-1715) и Псковской губернии (с 1719)
- Татьяна Алексеевна Ржевская (ок. 1663—1715), 1-й муж — князь Иван Михайлович Долгоруков (1662—1685), 2-й муж — князь Андрей Иванович Репнин-Оболенский (ум. 1699)
- Михаил Алексеевич Ржевский (ок. 1665—1696), комнатный стольник (с 1682)
- Матвей Алексеевич Ржевский (ок. 1670—1710) — комнатный стольник (1686)
- Юрий Алексеевич Ржевский (1674—1729), стольник (1692), подпоручик Преображенского полка (1693), капитан-поручик (1706), вице-губернатор Нижнего Новгорода (1719-1728), действительный статский советник (с 1728). Прапрадед А. С. Пушкина.
- Анна Алексеевна Ржевская (1680—1705), жена с 1701 года с князя Василия Борисовича Голицына (1681—1710)
- Мария Алексеевна Ржевская